# 후지와라 유다이
후지와라 유다이(일본어: 藤原 優大, 2002년 6월 29일~)는 일본의 축구 선수이다.

## 구단 경력
그는 2021년 J1리그의 우라와 레즈에 입단했다. 2021년 7월 J2리그의 SC 사가미하라로 이적했다. 2021년후 J3리그에 강등했다. 2023년 J2리그의 FC 마치다 젤비아로 이적했다. 2024년 오이타 트리니타로 이적했다.